# Caiac canoe la Jocurile Olimpice de vară din 2020 - C-1 1000 m masculin
Proba masculină de canoe C-1 1000 de metri de la Jocurile Olimpice de vară din 2020 a avut loc în perioada 6-7 august 2021 pe Sea Forest Waterway. 
La această probă urmau să participe cel puțin 12 sportivi din 12 țări. Dintre aceștia, 5 vor fi selectați în urma Campionatului Mondial din 2019. Locurile rămase vor fi acordate în după calificările regionale, precum și după Cupa Mondială din 2020.

## Program
Orele sunt ora Japoniei (UTC+9) 
| Data                   | Timp | Etapă                         |
| ---------------------- | ---- | ----------------------------- |
| Vineri, 6 august 2021  | 9:30 | Calificări Sferturi de finală |
| Sâmbătă, 7 august 2021 | 9:30 | Semifinale Finala             |

## Rezultate

### Calificări
Primii doi clasați din fiecare serie s-au calificat în semifinale, iar ceilalți s-au calificat pentru sferturile de finală.

#### Seria 1
| Loc | Culoar | Canotor           | Țară    | Timp     | Note |
| --- | ------ | ----------------- | ------- | -------- | ---- |
| 1   | 6      | Cătălin Chirilă   | România | 4:05,617 | SE   |
| 2   | 5      | José Ramón Pelier | Cuba    | 4:06,343 | SE   |
| 3   | 4      | Zheng Pengfei     | China   | 4:10.115 | SF   |
| 4   | 3      | Mateusz Kamiński  | Polonia | 4:11,202 | SF   |
| 5   | 6      | Victor Melantiev  | COR     | 4:14,004 | SF   |
| 6   | 1      | Dániel Fejes      | Ungaria | 4:34,000 | SF   |
| 7   | 2      | Takanori Tōme     | Japonia | 4:37,208 | SF   |

#### Seria 2
| Loc | Culoar | Canotor                  | Țară      | Timp     | Note |
| --- | ------ | ------------------------ | --------- | -------- | ---- |
| 1   | 5      | Isaquias Queiroz         | Brazilia  | 3:59,894 | SE   |
| 2   | 6      | Liu Hao                  | China     | 4:06,914 | SE   |
| 3   | 2      | Petr Fuksa               | Cehia     | 4:14,482 | SF   |
| 4   | 3      | Pavlo Altukhov           | Ucraina   | 4:15,508 | SF   |
| 5   | 1      | Sergey Yemelyanov        | Kazahstan | 4:16,039 | SF   |
| 6   | 4      | Wiktor Głazunow          | Polonia   | 4:25,996 | SF   |
| 7   | 7      | Rudolph Berking-Williams | Samoa     | 5:19,538 | SF   |

#### Seria 3
| Loc | Culoar | Canotor                   | Țară                 | Timp     | Note |
| --- | ------ | ------------------------- | -------------------- | -------- | ---- |
| 1   | 5      | Martin Fuksa              | Cehia                | 4:01,620 | SE   |
| 2   | 2      | Balázs Adolf              | Ungaria              | 4:01,665 | SE   |
| 3   | 4      | Sebastian Brendel         | Germania             | 4:02,351 | SF   |
| 4   | 6      | Jacky Godmann             | Brazilia             | 4:24,732 | SF   |
| 5   | 6      | Roland Varga              | Canada               | 4:49,250 | SF   |
| 6   | 3      | Joaquim Lobo              | Mozambic             | 4:49,676 | SF   |
| 7   | 1      | Roque Fernandes Dos Ramos | São Tomé și Príncipe | 5:00,977 | SF   |

#### Seria 4
| Loc | Culoar | Canotor                  | Țară                 | Timp     | Note |
| --- | ------ | ------------------------ | -------------------- | -------- | ---- |
| 1   | 4      | Serghei Tarnovschi       | Republica Moldova    | 4:02,794 | SE   |
| 2   | 5      | Adrien Bart              | Franța               | 4:03,771 | SE   |
| 3   | 1      | Vladislav Chebotar       | COR                  | 4:28,951 | SF   |
| 4   | 6      | Cayetano García          | Spania               | 4:34,418 | SF   |
| 5   | 2      | Victor Mihalachi         | România              | 4:39,865 | SF   |
| 6   | 3      | Buly Da Conceição Triste | São Tomé și Príncipe | 4:57,659 | SF   |

#### Seria 5
| Loc | Culoar | Canotor                | Țară     | Timp     | Note |
| --- | ------ | ---------------------- | -------- | -------- | ---- |
| 1   | 4      | Fernando Jorge         | Cuba     | 4:04,378 | SE   |
| 2   | 5      | Conrad-Robin Scheibner | Germania | 4:04,920 | SE   |
| 3   | 2      | Connor Fitzpatrick     | Canada   | 4:05,577 | SF   |
| 4   | 1      | Yurii Vandiuk          | Ucraina  | 4:11,346 | SF   |
| 5   | 6      | Pablo Martínez         | Spania   | 4:21,729 | SF   |
| 6   | 3      | Ghailene Khattali      | Tunisia  | 4:39,791 | SF   |

### Sferturi de finală
Primii doi clasați din fiecare serie se califică în semifinale, iar ceilalți sunt eliminați.

#### Sferturi de finală 1
| Loc | Culoar | Canotor                  | Țară                 | Timp              | Note              |
| --- | ------ | ------------------------ | -------------------- | ----------------- | ----------------- |
| 1   | 5      | Zheng Pengfei            | China                | 4:05,502          | SE                |
| 2   | 4      | Pavlo Altukhov           | Ucraina              | 4:06,018          | SE                |
| 3   | 3      | Mateusz Kamiński         | Polonia              | 4:08,172          |                   |
| 4   | 6      | Sergey Yemelyanov        | Kazahstan            | 4:21,734          |                   |
| 5   | 7      | Dániel Fejes             | Ungaria              | 4:21,847          |                   |
| 6   | 2      | Roland Varga             | Canada               | 4:28,174          |                   |
| 7   | 1      | Buly Da Conceição Triste | São Tomé și Príncipe | 4:55,527          |                   |
| 8   | 8      | Rudolph Berking-Williams | Samoa                | Nu a luat startul | Nu a luat startul |

#### Sferturi de finală 2
| Loc | Culoar | Canotor                   | Țară                 | Timp     | Note |
| --- | ------ | ------------------------- | -------------------- | -------- | ---- |
| 1   | 7      | Wiktor Głazunow           | Polonia              | 4:07,632 | SE   |
| 2   | 4      | Connor Fitzpatrick        | Canada               | 4:09,622 | SE   |
| 3   | 6      | Victor Melantiev          | COR                  | 4:11,095 |      |
| 4   | 5      | Petr Fuksa                | Cehia                | 4:14,476 |      |
| 5   | 2      | Victor Mihalachi          | România              | 4:15,007 |      |
| 6   | 3      | Jacky Godmann             | Brazilia             | 4:18,20  |      |
| 7   | 1      | Ghailene Khattali         | Tunisia              | 4:35,417 |      |
| 8   | 8      | Roque Fernandes Dos Ramos | São Tomé și Príncipe | 5:10,506 |      |

#### Sferturi de finală 3
| Loc | Culoar | Canotor            | Țară     | Timp     | Note |
| --- | ------ | ------------------ | -------- | -------- | ---- |
| 1   | 5      | Sebastian Brendel  | Germania | 4:07,036 | SE   |
| 2   | 3      | Yurii Vandiuk      | Ucraina  | 4:08,719 | SE   |
| 3   | 2      | Pablo Martínez     | Spania   | 4:09,102 |      |
| 4   | 4      | Vladislav Chebotar | COR      | 4:18,517 |      |
| 5   | 6      | Cayetano García    | Spania   | 4:31,929 |      |
| 6   | 1      | Takanori Tōme      | Japonia  | 4:38,546 |      |
| 7   | 7      | Joaquim Lobo       | Mozambic | 5:04,687 |      |

### Semifinale
Primii patru clasați din fiecare serie se califică în Finala A, iar ceilalți în Finala B.

#### Semifinala 1
| Loc | Culoar | Canotor         | Țară    | Timp     | Note |
| --- | ------ | --------------- | ------- | -------- | ---- |
| 1   | 2      | Adrien Bart     | Franța  | 4:04,026 | FA   |
| 2   | 6      | Liu Hao         | China   | 4:04,196 | FA   |
| 3   | 4      | Martin Fuksa    | Cehia   | 4:04,220 | FA   |
| 4   | 3      | Fernando Jorge  | Cuba    | 4:04,725 | FA   |
| 5   | 1      | Pavlo Altukhov  | Ucraina | 4:05,857 | FB   |
| 6   | 5      | Cătălin Chirilă | România | 4:09,397 | FB   |
| 7   | 7      | Wiktor Głazunow | Polonia | 4:09,876 | FB   |
| 8   | 8      | Yurii Vandiuk   | Ucraina | 4:20,098 | FB   |

#### Semifinala 2
| Loc | Culoar | Canotor                | Țară              | Timp     | Note |
| --- | ------ | ---------------------- | ----------------- | -------- | ---- |
| 1   | 4      | Isaquias Queiroz       | Brazilia          | 4:05,579 | FA   |
| 2   | 5      | Serghei Tarnovschi     | Republica Moldova | 4:06,635 | FA   |
| 3   | 2      | Conrad-Robin Scheibner | Germania          | 4:08,503 | FA   |
| 4   | 7      | Zheng Pengfei          | China             | 4:09,139 | FA   |
| 5   | 6      | Balázs Adolf           | Ungaria           | 4:09,177 | FB   |
| 6   | 3      | José Ramón Pelier      | Cuba              | 4:09,696 | FB   |
| 7   | 1      | Sebastian Brendel      | Germania          | 4:11,413 | FB   |
| 8   | 8      | Connor Fitzpatrick     | Canada            | 4:12,609 | FB   |

### Finale

#### Finala B
| Loc | Culoar | Canotor            | Țară     | Timp     | Note |
| --- | ------ | ------------------ | -------- | -------- | ---- |
| 9   | 6      | José Ramón Pelier  | Cuba     | 4:02,915 |      |
| 10  | 2      | Sebastian Brendel  | Germania | 4:03,723 |      |
| 11  | 3      | Cătălin Chirilă    | România  | 4:03,973 |      |
| 12  | 5      | Pavlo Altukhov     | Ucraina  | 4:04,098 |      |
| 13  | 7      | Wiktor Głazunow    | Polonia  | 4:04,463 |      |
| 14  | 8      | Connor Fitzpatrick | Canada   | 4:06,043 |      |
| 15  | 4      | Balázs Adolf       | Ungaria  | 4:07,613 |      |
| 16  | 1      | Yurii Vandiuk      | Ucraina  | 4:10,910 |      |

#### Finala A
| Loc | Culoar | Canotor                | Țară              | Timp     | Note |
| --- | ------ | ---------------------- | ----------------- | -------- | ---- |
| 1   | 4      | Isaquias Queiroz       | Brazilia          | 4:04,408 |      |
| 2   | 3      | Liu Hao                | China             | 4:05,724 |      |
| 3   | 6      | Serghei Tarnovschi     | Republica Moldova | 4:06,069 |      |
| 4   | 5      | Adrien Bart            | Franța            | 4:06,171 |      |
| 5   | 7      | Martin Fuksa           | Cehia             | 4:08,755 |      |
| 6   | 2      | Conrad-Robin Scheibner | Germania          | 4:13,725 |      |
| 7   | 1      | Fernando Jorge         | Cuba              | 4:13,918 |      |
| 8   | 8      | Zheng Pengfei          | China             | 4:14,048 |      |